# اچ‌ام‌اس آنتلوپ (اچ۳۶)

{{Infobox ship characteristics
اچ‌ام‌اس آنتلوپ (اچ۳۶) (به انگلیسی: HMS Antelope (H36)) یک کشتی بود که طول آن ۳۲۳ فوت (۹۸ متر) length overall بود. این کشتی در سال۱۹۲۹ (میلادی)|۱۹۲۹]] ساخته شد.